# 大乙下
大乙下（だいおつげ）は、649年から685年まで日本で用いられた冠位である。664年までは19階中16位で上は大乙上、下は小乙上。その後は26階中21位で上が大乙中に変わった。

## 概要
大化5年（649年）2月の冠位十九階で導入された。前の七色十三階冠の大黒が大乙上と大乙下に分割されたうちの一つである。
天智天皇3年（664年）2月9日の冠位二十六階で、大乙は大乙上・大乙中・大乙下の3階になった。
天武天皇14年（685年）1月21日に冠位四十八階が導入され、冠位の命名方法が一新したときに廃止された。

## 叙位された人物
『日本書紀』にこの冠位をもって現れる人物には、 天智天皇6年（667年）に唐の使者を小山下の伊吉博徳とともに送った笠諸石と、天武天皇8年（679年）に多禰島に大使として派遣された倭馬飼部連がいる。
『常陸国風土記』には、大化5年（649年）に大乙上の中臣□子（3字目が欠ける）とともに香島郡（鹿島郡）新設に携った中臣兎子が見える。
- 中臣兎子 - 大化5年（649年）見。
- 笠諸石 - 天智天皇6年（667年）11月13日見。司馬法聡の送使。
- 倭馬飼部連 - 天武天皇8年（679年）11月23日見。遣多禰島大使。

## 木簡に記された冠位
飛鳥京跡で1984年度に実施された第104次調査では、「大乙下」と書かれた木簡の削り屑が見つかった。「辛巳年」「閏月」といった削り屑も一緒に出ており、天武天皇10年（681年）の干支が辛巳年で閏月も持つ。